# Nicolò Bozzo
Nicolò Bozzo (Genova, 10 giugno 1934 – Genova, 28 gennaio 2018) è stato un generale italiano.
Figura di rilievo nella storia italiana del dopoguerra, noto per il suo ruolo nella lotta contro il terrorismo e per il coinvolgimento in importanti vicende come il rapimento di Aldo Moro e la strage di Ustica. E' l’unico Generale di Divisione nativo di Genova nella storia dell’Arma dei Carabinieri.

## Biografia
Ha iniziato la carriera militare nel 1956 ricevendo la nomina a sottotenente di complemento nel 1957; ricoprì incarichi a Milano, Savona, Messina, Catanzaro, Genova e altre città.
Bozzo è stato stretto collaboratore del generale Carlo Alberto dalla Chiesa, con cui ha condiviso l'impegno contro il terrorismo negli anni settanta e ottanta, coordinando reparti antiterrorismo soprattutto nell'Italia settentrionale. Nel 1981 denunciò 51 ufficiali dei Carabinieri accusati di essere affiliati alla massoneria deviata, un gesto che lo rese noto anche per la sua lotta contro infiltrazioni e depistaggi interni.
Durante il sequestro di Aldo Moro, Bozzo fu coinvolto in diverse fasi dell'indagine, tra cui l'irruzione nel covo di via Monte Nevoso, e mantenne un ruolo operativo importante nei reparti antiterrorismo.
La sua testimonianza e il suo lavoro furono fondamentali anche nelle indagini sul caso Ustica, dove la sua presenza a Solenzara la notte della strage – permise al giudice Rosario Priore di scoprire il ruolo della base francese nella vicenda ed il fatto che qualcuno sapesse che quella sera vi sarebbe stato un conflitto aereo sul “punto Condor” molto prima del 27 giugno.
Fu protagonista a Savona, con i giudici Francantonio Granero e Michele Del Gaudio, nelle indagini e all’arresto del presidente della regione Liguria Alberto Teardo. Nominato Generale di Divisione, prima di andare in ausiliaria nel 1996.
Dopo il pensionamento dall'Arma, tra il 1998 e il 2002, Bozzo ricoprì il ruolo di comandante della polizia municipale di Genova. 
In sintesi, Nicolò Bozzo è stato una figura di grande importanza per i Carabinieri e per la storia italiana recente, impegnato in indagini difficili e delicate e sempre fedele allo Stato.
E' stato un giocatore dell' U.C. Sampdoria
Scomparso nel 2018 all'età di 83 anni.

### Periodo dei sequestri di persona in Calabria
Durante il periodo di comando della Legione Carabinieri di Catanzaro, Bozzo prese parte attivamente alle indagini e alle operazioni finalizzate alla liberazione di Cesare Casella.

Colonnello Bozzo, liberazione Cesare Casella

La svolta nelle indagini si verificò a fine dicembre 1989, quando si decise di impiegare alcuni operatori del Gruppo di Intervento Speciale (GIS), inviati in qualità di finti intermediari della famiglia Casella, con l’obiettivo di consegnare una parte del riscatto. A tal fine, fu adottato uno stratagemma consistente nella modifica di un piccolo fuoristrada, appositamente adattato per consentire il nascondimento all’interno di militari, oltre a quelli visibili alla guida del veicolo.
L’incontro con i rapitori si concluse con uno scontro a fuoco, nel corso del quale Giuseppe Strangio, latitante e capo della banda di sequestratori, riportò una ferita alla gamba. Successivamente al suo arresto, Strangio collaborò con la giustizia. A fine gennaio, dopo 742 giorni di prigionia, Cesare Casella fu infine liberato.

In seguito, su sua proposta venne creato il reparto Carabinieri "Cacciatori d'Aspromonte" (poi diventato Cacciatori di Calabria).

## Onorificenze
Bozzo ha inoltre ricevuto cinque encomi solenni per operazioni di polizia brillantemente concluse.